# Samurai (bande dessinée)
Pour les articles homonymes, voir Samurai.
Samurai est une série de bande dessinée écrite par Jean-François Di Giorgio, dessinée par Frédéric Genêt puis Cristina Mormile (à partir du 10e tome) et colorée par Delphine Rieu puis Lorenzo Pieri (à partir du 11e tome). Elle est publiée depuis 2005 par Soleil.
C'est une série d'aventure d'inspiration médiavale-fantastique japonais.
Mormile et Di Giorgio réalisent également depuis 2012 un spin-off intitulée Samurai Légendes.
Vax et Di Giorgio réalisent aussi depuis 2019 une préquelle intitulée Samurai Origines.

## Synopsis
Aux confins du Japon médiéval, se trame un terrible complot : le général Akuma, l'une des personnalités les plus influentes de l'Empire, semble décidé à trahir l'Empereur, à son unique profit. Pourtant, un terrible secret enchaîne les deux hommes : le XIIIe prophète.
De son côté, Takeo, puissant et taciturne samurai, et le maladroit Shiro, son disciple, interrompent leur voyage pour venir en aide à des voyageurs pris à partie par des brigands. Plus tard, une des fillettes qu’ils ont sauvées résout un casse-tête réputé impossible à connotation religieuse. Dès lors le groupe va devoir fuir les forces du mal lancées à leurs trousses et prêtes à tout pour s’emparer de la fillette.
Takeo aussi espère découvrir qui il est. Pourquoi a-t-il grandi dans un monastère? Et pourquoi a-t-il été abandonné par son frère, dix ans auparavant?
Sa quête l'immergera au cœur d'une incroyable tourmente le mêlant au sombre destin de l'Empire et du XIIIe Prophète...

## Albums

### Samurai
La série régulière est écrite par Jean-François Di Giorgio. Frédéric Genêt dessine les neuf premiers volumes et Cristina Mormile les suivants. Delphine Rieu colorie les dix premiers volumes et Lorenzo Pieri les suivants.
- Samurai, Soleil Productions :

1. Le Cœur du Prophète, 2005,  (ISBN 2-84946-250-0).
2. Les Sept Sources d'Akanobu, 2006,  (ISBN 2-84946-423-6).
3. Le Treizième Prophète, 2007,  (ISBN 978-2-84946-934-7).
4. Le Rituel de Morinaga, 2008,  (ISBN 978-2-302-00318-7).
5. L'Île sans nom, 2010,  (ISBN 978-2-302-00952-3).
6. Shobei, 2010,  (ISBN 978-2-302-01284-4).
7. Frères d'armes, 2011,  (ISBN 978-2-302-01862-4).
8. Frères de sang, 2012,  (ISBN 978-2-302-02379-6).
9. Ogomo, 2014,  (ISBN 978-2-302-03827-1).
10. Ririko, 2015,  (ISBN 978-2-302-04861-4).
11. Le Sabre et le Lotus, 2017,  (ISBN 978-2-302-06211-5).
12. L'Œil du Dragon, 2018,  (ISBN 978-2-302-06977-0).
13. Piment rouge et Alcool blanc, 2019  (ISBN 978-2-302-07647-1).
14. L'Épaule du maître, 2020  (ISBN 978-2-302-08309-7).
15. Insoupçonnable, 2021,  (ISBN 9782302093485).
16. Le Sabre des Takashi, 2023,  (ISBN 9782302096523).
17. Dettes de sang, 2024,  (ISBN 9782302101753).

### Samurai Légendes
Cette série est dessinée par Cristina Mormile et écrite par Jean-François Di Giorgio.
- Samurai Légendes, Soleil :

1. Furiko, 2012,  (ISBN 978-2-302-02441-0).
2. L'Échange, 2013,  (ISBN 978-2-302-03624-6).
3. L'Aube rouge, 2014,  (ISBN 978-2-302-04272-8).
4. Vents de colère, 2016,  (ISBN 978-2-302-05203-1)[4].
5. Trompeuses Apparences, 2018,  (ISBN 978-2-302-07099-8).
6. Reiko, 2019,  (ISBN 978-2-302-07756-0).
7. L'île du yokaï noir, 2021,  (ISBN 978-2-302-09289-1).
8. Dogen est de retour, 2022,  (ISBN 978-2-302-09572-4)
9. Le Goût de l'acier, 2023,  (ISBN 9782302099579)

- Samurai Légendes, éd. intégrale, Soleil :

1. Intégrale 1, 2016  (ISBN 978-2-302-05230-7). Contient les trois premiers albums.

### Samurai Origines
Cette série est dessinée par Vax et écrite par Jean-François Di Giorgio.
- Samurai Origines, Soleil :

1. Takeo, 2017,  (ISBN 978-2-302-06362-4)
2. Le Maître des encens, 2019,  (ISBN 978-2-302-07515-3)
3. Eïko, 2020,  (ISBN 978-2-302-08167-3)
4. L'honneur d'un père, 2022  (ISBN 978-2-302-09316-4)
5. La Valse des masques, 2023,  (ISBN 9782302096929)

### Lien web
- « Samurai », sur bedetheque.com.
- « Samurai Légendes » sur bedetheque.com.
- « Samurai Origines » , sur bedetheque.com.